# Draugiem.lv
«Draugiem.lv» (draugiem в переводе с латыш. — «для друзей») — социальная сеть, основанная в 2004 году латвийскими IT-специалистами Лаурисом Либертсом, Агрисом Таманисом и Мартинсом Пиксенсом. Объединяя свыше 2,6 миллионов зарегистрированных пользователей, является крупнейшей соцсетью Латвии и всей Прибалтики.
«Draugiem.lv» принадлежит группе «Draugiem Group», объединяющей ряд компаний, занимающихся разработками в области IT-технологий и цифрового маркетинга.

## Взлом сайта
Социальная сеть Draugiem.lv была основана в 2004 году Лаурисом Либертсом и Агрисом Таманисом. В 2007 году компания сообщила о достижении 1 000 000 пользователей. К 2017 году компания открыла офисы в Цесисе, Барселоне, Лос-Анджелесе, Шарлотте и Тихуане, а также перенесла рижский офис в более просторное здание в районе Торнякалнс. В 2019 году Mapon (часть Draugiem Group) открыла офисы в Эстонии и Финляндии.
6 октября 2018 года, в день выборов в Сейм Латвии, социальная сеть подверглась хакерской атаке. При попытке зайти на сайт звучал гимн Российской Федерации и появлялись изображение российского флага, фото Владимира Путина и армии страны. Поверх изображений была размещена надпись изображающая личное обращение «Товарищи латыши, это касается вас.», продолженная цитатой президента России:
Граница России нигде не заканчивается. Русский мир может и должен объединить всех, кому дорого русское слово и русская культура, где бы они ни жили, в России или за её пределами. Почаще употребляйте это словосочетание — «Русский мир».
В связи с кибератакой представителями «Draugiem Group» было принято решение заблокировать сайт. Спустя несколько часов его корректная работа была восстановлена.